# Pterostoma brunneum
Pterostoma brunneum är en fjärilsart som beskrevs av Heinrich 1938. Pterostoma brunneum ingår i släktet Pterostoma och familjen tandspinnare. Inga underarter finns listade.